# Трапезундские переговоры
Трапезундские переговоры — мирная конференция между представителями Закавказского сейма и Османской империи, которая проходила в турецком городе Трапезунде с 14 марта по 13 апреля 1918 года. Целью переговоров было завершение вооружённых действий на территории Закавказья. В результате непримиримой позиции сторон переговоры зашли в тупик.

## Предыстория

Наступление турецких войск в 1918 г.

К началу 1918 года русские войска уже фактически покинули Кавказский фронт, а их позиции занял Армянский корпус, формирование которого ещё не было завершено. 30 января (12 февраля) турецкие войска, воспользовавшиеся развалом фронта и нарушившие условия декабрьского (1917 г.) перемирия, начали крупномасштабное наступление. Практически сразу ими был занят Эрзинджан, через десять дней — Трапезунд. Под натиском превосходящих сил противника разрозненные армянские части отступали, прикрывая толпы западноармянских беженцев, уходивших вместе с ними.
На первом же заседании Закавказского сейма развернулась горячая дискуссия по вопросу о независимости Закавказья и отношениях с Турцией ввиду развернувшегося турецкого наступления. Дашнакская фракция предложила оставить Закавказье в составе России на правах автономии, разделённой на национальные кантоны, а в отношениях с Турцией — настаивать на самоопределении Западной Армении. Азербайджанская делегация заявила, что Закавказье должно решать свою судьбу независимо от России, заключив мир с Турцией на основе отказа от вмешательства в её внутренние дела. Грузинская сторона в основном поддержала азербайджанцев в вопросе о провозглашении независимости Закавказья и заключении самостоятельного договора с Турцией, поскольку у Закавказья просто не было сил для военного противостояния Турции.
В связи с упорной позицией армянской фракции вопрос о провозглашении независимости был временно отложен. Что касается позиции Закавказья на будущих переговорах с Турцией о сепаратном мире, то после длительного обсуждения Сейм принял следующую резолюцию:

1. В создавшихся условиях Сейм считает себя полномочным заключить договор с Турцией.
2. Начиная переговоры с Турцией, Сейм преследует цель заключения окончательного перемирия.
3. Договор о мире должен быть основан на принципе восстановления русско-турецких границ 1914 года, существовавших на момент начала войны.
4. Делегация должна попытаться приобрести для народов Восточной Анатолии право на самоопределение, в частности — на автономию для армян в составе Турции.

Пока в Сейме шло согласование позиций, турки овладели Ардаганом, вошли в Эрзурум. С падением Эрзурума турки фактически вернули контроль над всей Западной Арменией.
В связи с ухудшающимся положением дел на фронте Закавказский сейм предложил Турции провести мирные переговоры в Трапезунде.

## Переговоры

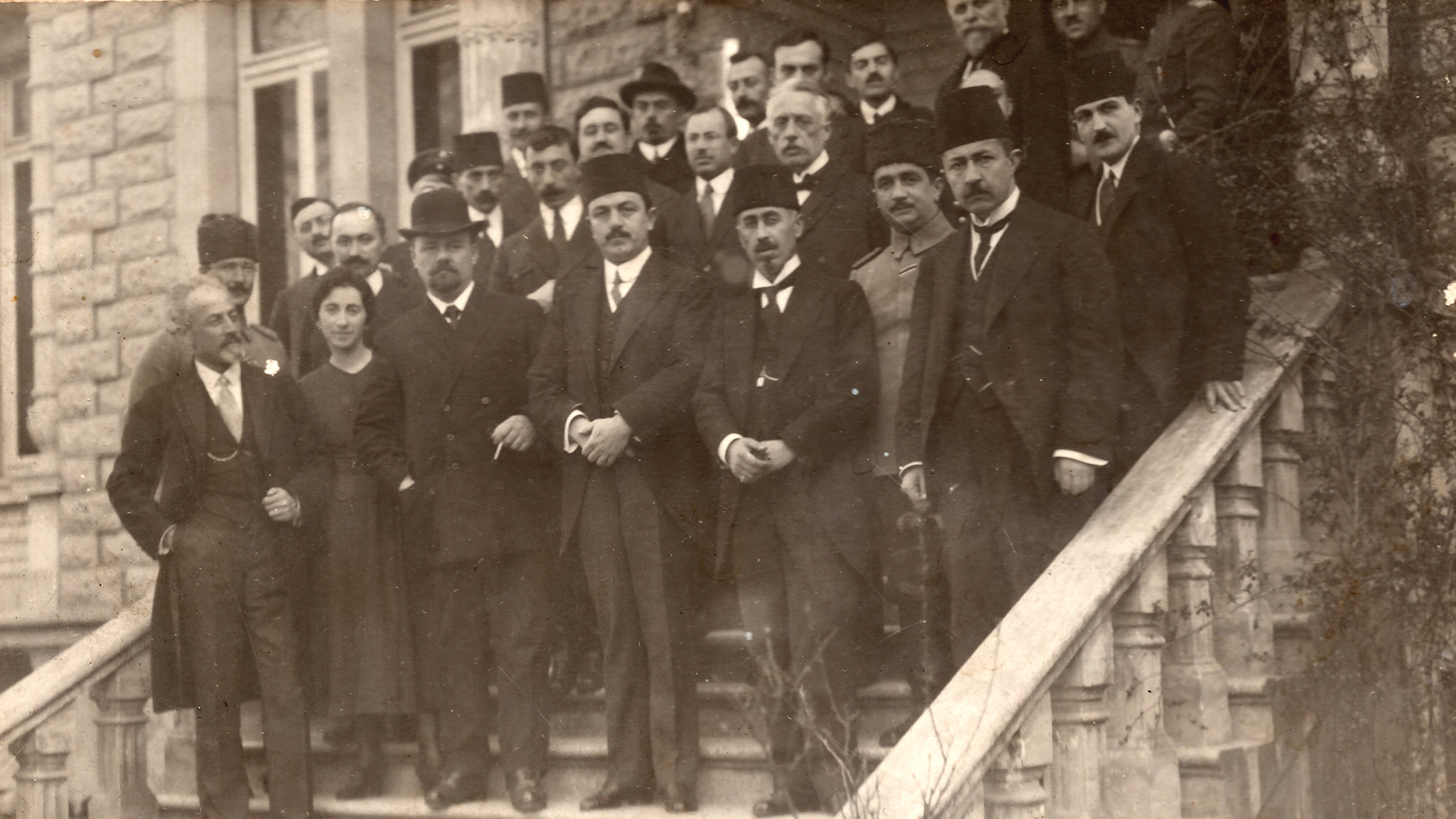
Групповое фото закавказских и османских делегатов Трапезундской конференции. Стоят впереди: Акакий Чхенкели, Хусейн Рауф-бек и Халил-бек Хасмамедов

Делегацию Закавказского сейма в Трапезунде возглавил А. И. Чхенкели. Мирная конференция началась 14 марта.
Несколькими днями ранее Турция подписала с Советской Россией Брестский мир. Согласно ст. IV Брестского мирного договора и русско-турецкому дополнительному договору, Турции передавались не только территории Западной Армении, но и населённые грузинами и армянами области Батума, Карса и Ардагана, аннексированные Россией в результате Русско-турецкой войны 1877—1878. РСФСР обязывалась не вмешиваться «в новую организацию государственно-правовых и международно-правовых отношений этих округов», восстановить границу «в том виде, как она существовала до русско-турецкой войны 1877—78 года» и распустить на своей территории и в «оккупированных турецких провинциях» (то есть в Западной Армении) все армянские добровольческие дружины.
Турция, только что подписавшая на выгоднейших условиях мирный договор с Россией и уже фактически вернувшаяся к границам 1914 года, потребовала от закавказской делегации признать условия Брестского мира. Закавказская делегация, претендуя на самостоятельность и отвергая Брестский договор, рассчитывала заключить сепаратный мир с Турцией на более выгодных условиях — восстановление государственных границ 1914 года и самоопределение для Восточной Анатолии в рамках турецкой государственности. Исходя из военного превосходства, турецкая сторона отказалась даже обсуждать эти требования. 
Уже на этом этапе вскрылись серьёзные разногласия между национальными партиями Закавказья по вопросу о том, какие территории Закавказье могло бы уступить Турции. Когда же руководитель закавказской делегации А. Чхенкели 5 апреля, учитывая продолжающееся наступление турецких войск, выразил готовность пойти на компромисс как в территориальном вопросе, так и в вопросе о судьбах турецких армян, турецкая делегация предъявила один за другим два ультиматума с требованием признать Брест-Литовский договор и провозгласить независимость Закавказья. Согласие закавказской делегации на первоначальные требования Турции уже не удовлетворяло турецкое правительство, которое, воодушевлённое военными победами, было теперь намерено перейти и русско-турецкую границу 1877—78 годов и перенести военные действия вглубь Закавказья. 
10 апреля председатель Закавказского правительства Гегечкори направил в Трапезунд телеграмму об отозвании делегации «ввиду того, что мирное соглашение по вопросу о границах Закавказья между Турцией и Закавказьем не достигнуто». Сейм таким образом официально вступил в войну с Турцией. При этом представители азербайджанской фракции в Сейме открыто заявили, что в создании общего союза закавказских народов против Турции они участвовать не будут, учитывая их «особые религиозные связи с Турцией».
Закавказская делегация была отозвана в Тбилиси.
В ответ османская армия начала наступление и заняла Батум, но была остановлена у Карса. 22 апреля Турция и Закавказский сейм договорились о перемирии и возобновлении мирных переговоров. Под давлением со стороны Турции, 22 апреля Сейм принял декларацию о независимости и создании Закавказской демократической федеративной республики. 11 мая переговоры возобновились в городе Батум.